# Sukjong de Joseon
Sukjong de Joseon (7 de octubre de 1661-12 de julio de 1720) fue el decimonoveno rey de la dinastía Joseon de Corea, y gobernó desde 1674 hasta 1720. Fue un hábil legislador, y provocó múltiples cambios en el poder político a lo largo de su reinado, al alternar entre las facciones políticas Namin (meridionales), Seoin (occidentales), Soron y Noron.

## Biografía

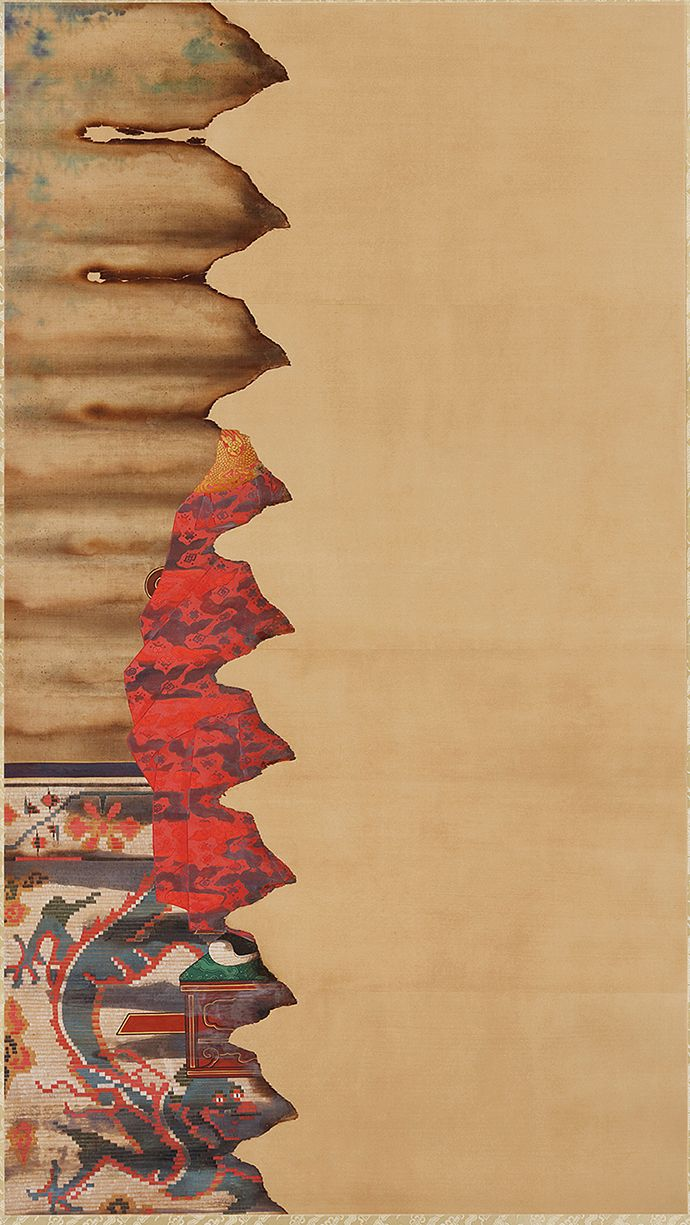
Retrato de Sukjong de Joseon, gravemente dañado en un incendio.

El rey Sukjong nació el 7 de octubre de 1661, hijo del rey Hyeonjong y la reina Myeongseong, en el Palacio Gyeonghui. Su nombre de pila era Yi Sun. En 1667, a la edad de 6 años, se convirtió en el Príncipe Heredero Myeongbo; y en 1674, con 13 años, accedió al trono convertido en el decimonoveno monarca de la Dinastía Joseon.
El rey Sukjong fue un político brillante, pero su reinado estuvo marcado por algunas de las luchas entre facciones más intensas de la dinastía Joseon. Con frecuencia recurrió al reemplazo de una facción en el poder por otra con la finalidad de fortalecer la autoridad real. A cada cambio de gobierno, que se llamaba hwanguk (en hangul, 환국; en hanja, 換局; literalmente, «cambio de Estado»), la facción perdedora era expulsada completamente de la política con ejecuciones y exilios. Sin embargo, los caóticos cambios de gobierno no afectaban significativamente a la población en general, y su reinado se considera uno de los más prósperos de la dinastía.

### Lucha entre facciones
En los primeros años del reinado de Sukjong, la facción meridional y la facción occidental se enfrentaron en la conocida como Disputa del Funeral Real, un tema aparentemente menor relacionado con el período de duelo por la muerte de la Reina Insun. La facción meridional propugnaba que el período de luto durara un año, mientras que la facción occidental abogaba por un período de luto de nueve meses. Esta diferencia tenía consecuencias: un período de duelo de un año significaba que Hyojong de Joseon era considerado el hijo mayor, mientras que un período de nueve meses sugería que Hyojong no era considerado el hijo mayor, siguiendo las reglas que gobernaban la clase yangban. En otras palabras, la facción occidental veía a la familia real como la primera de la clase yangban, en lugar de una clase separada a la que se aplicaban reglas diferentes. Las dos facciones también estaban en conflicto por la forma de afrontar la confrontación con la dinastía Qing, que era considerada una potencia bárbara (a diferencia de la dinastía Ming) que amenazaba la seguridad nacional de Joseon. La facción meridional, liderada por Heo Jeok y Yun Hyu, apoyaba la guerra contra Qing, mientras que las facciones occidentales querían centrarse primero en mejorar las condiciones internas.
Al principio, Sukjong se puso del lado de la facciónmeridional, pero en 1680 Heo Jeok fue acusado de traición por la facción occidental, lo que llevó a la ejecución tanto de él como de Yun Hyu, y a una purga general de su facción. Este incidente se llama Gyeongsin hwanguk (경신환국). Una vez en el poder, la facción occidental se dividió en la facción Noron (Viejo Aprendizaje), liderada por Song Si-yeol, y la facción Soron (Nuevo Aprendizaje), liderada por Yun Jeung. Después de nueve años en el poder, la facción Noron colapsó cuando Sukjong depuso a la reina Min (llamada póstumamente reina Inhyeon), que contaba con el apoyo de la facción occidental, y nombró a la consorte Hui del clan Jang (también llamada consorte Jang o Jang Hui-bin) como la nueva reina. Era considerada una de las mujeres más bellas de Joseon, hasta el punto de que su belleza se menciona en los Anales. La facción occidental enfureció a Sukjong cuando se opuso al nombramiento del hijo de la consorte Jang como príncipe heredero. La facción sureña, que apoyaba a la consorte Jang y su hijo, recuperó el poder y expulsó a la facción occidental, ejecutando a Song Si-yeol en venganza. Esta maniobra palaciega es conocida como Gisa Hwanguk (기사환국).
Cinco años más tarde, en 1694, mientras la facción meridional planeaba otra purga de la facción occidental, acusándola de conspiración para reinstaurar a la Reina depuesta, Sukjong comenzó a arrepentirse de haber depuesto a la Reina Min y favoreció a la consorte Suk del clan Choe, una aliada de la Reina y la facción Noron. Enojado con el intento de la facción meridional de purgar a los occidentales, Sukjong cambió abruptamente de postura para purgar a los sureños y devolver al poder a la facción occidental. La facción meridional ya nunca se recuperaría de este golpe, también llamado Gapsul Hwanguk (갑술환국). Sukjong degradó a la entonces reina Jang a su título anterior (Jang Hui-bin) y repuso en el trono a la reina Min. La consorte Jang finalmente sería ejecutada con veneno unos años después por maldecir a la Reina. La facción Soron apoyó al Príncipe Heredero Yi Yun, hijo de la Consorte Jang, mientras que la facción Noron apoyó al hijo de la Consorte Choe, el Príncipe Yeoning (Yi Geum), que más tarde se convertiría en Yeongjo de Joseon. La difunta reina Inhyeon y la recién instalada reina Kim (conocida póstumamente como reina Inwon) no tuvieron hijos.
En 1718 Sukjong permitió que el príncipe heredero, que pronto sería Gyeongjong de Joseon, gobernara como regente. Sukjong murió en 1720, supuestamente después de decirle a Yi Yi-myoung que nombrara al príncipe Yeoning como heredero de Gyeongjong, en ausencia de un historiógrafo o registrador. Esto conduciría a otra purga en la que cuatro líderes de Noron fueron ejecutados en 1721, seguida a su vez de una nueva purga con la ejecución de otros ocho miembros de Noron en 1722.
El legado de Sukjong incluye la reforma fiscal (大同法); la creación de un nuevo sistema monetario y una moneda, el mun coreano; y la liberalización de las reglas de la función pública, que permitían la promoción a los funcionarios de clase media y a los hijos de concubinas a puestos gubernamentales regionales de mayor rango.
En 1712, el gobierno de Sukjong negoció con la dinastía Qing en China para definir las fronteras nacionales entre los dos países en los ríos Yalu y Tumen. El gobierno japonés reconoció la isla Ulleung como territorio de Joseon en 1696 (el gobierno de Corea del Sur insiste en que el grupo de islotes denominado Rocas de Liancourt también fue reconocido, en tanto que el gobierno japonés no está de acuerdo).
El reinado de Sukjong también vio el desarrollo agrícola en provincias remotas y un aumento de la actividad cultural, con un aumento del número de publicaciones. Murió en 1720 a los 60 años, después de haber reinado durante 46. Fue enterrado en Myeongneung (명릉) en Goyang, provincia de Gyeonggi, dentro de las Cinco Tumbas Reales Occidentales (서오릉, 西五陵; Seooneung).

## Familia
- Padre: Rey Hyeonjong de Joseon (14 de marzo de 1641-17 de septiembre de 1674) (조선 현종)
  - Abuelo: Rey Hyojong de Joseon (3 de julio de 1619-23 de junio de 1659) (조선 효종)
  - Abuela: Reina Inseon, del clan Deoksu Jang (9 de febrero de 1619-19 de marzo de 1674) (인선왕후 장씨)[4]
- Madre: Reina Myeongseong, del clan Cheongpung Kim (13 de junio de 1642-21 de enero de 1684) (명성왕후 김씨)
  - Abuelo: Kim Woo-myeong (1619-1675) (김우명)[5]
  - Abuela: Dama Song, del clan Eunjin Song (1621-1660) (은진 송씨)
- Consortes y su respectiva descendencia:

1. Reina Ingyeong, del clan Gwangsan Kim (25 de octubre de 1661-16 de diciembre de 1680) (인경왕후 김씨)
  1. Primera hija (27 de abril de 1677-13 de marzo de 1678).
  2. Segunda hija (23 de octubre de 1679-24 de octubre de 1679).
  3. Niño sin nombre (22 de julio de 1680); aborto espontáneo.
2. Reina Inhyeon, del clan Yeoheung Min (15 de mayo de 1667 - 16 de septiembre de 1701) (인현왕후 민씨). Sin descendencia.
3. Reina Inwon, del clan Gyeongju Kim (3 de noviembre de 1687-13 de mayo de 1757) (인원왕후 김씨). Sin descendencia.
4. Noble Consorte Real Hui, del clan Indong Jang (Reina Bu-ok entre mayo de 1688-1694, depuesta) (3 de noviembre de 1659-9 de noviembre de 1701) (희빈 시씨)
  1. Príncipe heredero Yi Yun (20 de noviembre de 1688-11 de octubre de 1724) (이윤), primer hijo.
  2. Príncipe Seongsu (1690-1690) (성수), segundo hijo.
5. Noble Consorte Real Suk, del clan Haeju Choe (17 de diciembre de 1670-9 de abril de 1718) (숙빈 최씨)
  1. Príncipe Yeongsu (1693-1693) (영수군), tercer hijo.
  2. Yi Geum, príncipe Yeoning (31 de octubre de 1694-22 de abril de 1776) (이금 연잉군), cuarto hijo.
  3. Quinto hijo (1698-1698).
6. Noble Consorte Real Myeong, del clan Miryang Park (?-1703) (명빈 박씨)[6]
  1. Yi Hwon, Príncipe Yeollyeong (13 de junio de 1699-2 de octubre de 1719) (이훤 연령군), sexto hijo.[7]
7. Noble Consorte Real Yeong, del clan Andong Kim (1669-1735) (영빈 김씨). Sin descendencia.[8][9][10][11][12]
8. Consorte Real Gwi-in, del clan Gyeongju Kim (1690-1735) (귀인 김씨). Sin descendencia.[13]
9. Consorte real So-ui, del clan Gangneung Yu (?-1707) (소의 유씨). Sin descendencia.

## Ascendencia
|  |                                               |  |  |  |  |  |  |  |  |  |  |  |  |  |  |  |
|  | 8. Rey Injo de Joseon                         |  |  |  |  |  |  |  |  |  |  |  |  |  |  |  |
|  |                                               |  |  |  |  |  |  |  |  |  |  |  |  |  |  |  |
|  |                                               |  |  |  |  |  |  |  |  |  |  |  |  |  |  |  |
|  | 4. Rey Hyojong de Joseon                      |  |  |  |  |  |  |  |  |  |  |  |  |  |  |  |
|  |                                               |  |  |  |  |  |  |  |  |  |  |  |  |  |  |  |
|  |                                               |  |  |  |  |  |  |  |  |  |  |  |  |  |  |  |
|  | 9. Reina Inryeol, del clan Cheongju Han       |  |  |  |  |  |  |  |  |  |  |  |  |  |  |  |
|  |                                               |  |  |  |  |  |  |  |  |  |  |  |  |  |  |  |
|  |                                               |  |  |  |  |  |  |  |  |  |  |  |  |  |  |  |
|  | 2. Rey Hyeonjong de Joseon                    |  |  |  |  |  |  |  |  |  |  |  |  |  |  |  |
|  |                                               |  |  |  |  |  |  |  |  |  |  |  |  |  |  |  |
|  |                                               |  |  |  |  |  |  |  |  |  |  |  |  |  |  |  |
|  | 10. Jang Yu                                   |  |  |  |  |  |  |  |  |  |  |  |  |  |  |  |
|  |                                               |  |  |  |  |  |  |  |  |  |  |  |  |  |  |  |
|  |                                               |  |  |  |  |  |  |  |  |  |  |  |  |  |  |  |
|  | 5. Reina Inseon, del clan Deoksu Jang         |  |  |  |  |  |  |  |  |  |  |  |  |  |  |  |
|  |                                               |  |  |  |  |  |  |  |  |  |  |  |  |  |  |  |
|  |                                               |  |  |  |  |  |  |  |  |  |  |  |  |  |  |  |
|  | 11. Dama Kim, del clan Andong Kim             |  |  |  |  |  |  |  |  |  |  |  |  |  |  |  |
|  |                                               |  |  |  |  |  |  |  |  |  |  |  |  |  |  |  |
|  |                                               |  |  |  |  |  |  |  |  |  |  |  |  |  |  |  |
|  | 1. Yi Sun, Rey Sukjong de Joseon              |  |  |  |  |  |  |  |  |  |  |  |  |  |  |  |
|  |                                               |  |  |  |  |  |  |  |  |  |  |  |  |  |  |  |
|  |                                               |  |  |  |  |  |  |  |  |  |  |  |  |  |  |  |
|  | 12. Kim Yuk                                   |  |  |  |  |  |  |  |  |  |  |  |  |  |  |  |
|  |                                               |  |  |  |  |  |  |  |  |  |  |  |  |  |  |  |
|  |                                               |  |  |  |  |  |  |  |  |  |  |  |  |  |  |  |
|  | 6. Kim U-myeong                               |  |  |  |  |  |  |  |  |  |  |  |  |  |  |  |
|  |                                               |  |  |  |  |  |  |  |  |  |  |  |  |  |  |  |
|  |                                               |  |  |  |  |  |  |  |  |  |  |  |  |  |  |  |
|  | 13. DamaYun, del clan Papyeong Yun            |  |  |  |  |  |  |  |  |  |  |  |  |  |  |  |
|  |                                               |  |  |  |  |  |  |  |  |  |  |  |  |  |  |  |
|  |                                               |  |  |  |  |  |  |  |  |  |  |  |  |  |  |  |
|  | 3. Reina Myeongseong, del clan Cheongpung Kim |  |  |  |  |  |  |  |  |  |  |  |  |  |  |  |
|  |                                               |  |  |  |  |  |  |  |  |  |  |  |  |  |  |  |
|  |                                               |  |  |  |  |  |  |  |  |  |  |  |  |  |  |  |
|  | 14. Song Guk-Taek                             |  |  |  |  |  |  |  |  |  |  |  |  |  |  |  |
|  |                                               |  |  |  |  |  |  |  |  |  |  |  |  |  |  |  |
|  |                                               |  |  |  |  |  |  |  |  |  |  |  |  |  |  |  |
|  | 7. Dama Song, del clan Eunjin Song            |  |  |  |  |  |  |  |  |  |  |  |  |  |  |  |
|  |                                               |  |  |  |  |  |  |  |  |  |  |  |  |  |  |  |
|  |                                               |  |  |  |  |  |  |  |  |  |  |  |  |  |  |  |
|  | 15. Dama Kang, del clan Jinju Kang            |  |  |  |  |  |  |  |  |  |  |  |  |  |  |  |
|  |                                               |  |  |  |  |  |  |  |  |  |  |  |  |  |  |  |
|  |                                               |  |  |  |  |  |  |  |  |  |  |  |  |  |  |  |

## En la cultura popular
- Interpretado por Kim Jin-kyu en la película de 1961 Jang Hui-bin.[14]
- Interpretado por Shin Seong-il en la película de 1968 Femme Fatale, Jang Hee-bin.[15]
- Interpretado por Park Geun-hyung en la serie de televisión de MBC de 1971, Jang Hui-bin.[16]
- Interpretado por Park Geun-hyung en la serie de televisión MBC de 1981 Mujeres de la historia: Jang Hui-bin.[16]
- Interpretado por Kang Seok-woo en la serie de televisión MBC de 1988 500 años de Joseon: Reina Inhyeon.
- Interpretado por Im Ho en la serie de televisión de SBS de 1995, Jang Hui-bin.[16]
- Interpretado por Jun Kwang-ryul en la serie de televisión KBS2 de 2002-3 Royal Story: Jang Hui-bin.
- Interpretado por Ji Jin-hee en la serie de televisión Dong Yi de MBC de 2010.[17]
- Interpretado por Seo Woo-jin en la serie de televisión de tvN de 2012 Queen and I.
- Interpretado por Kang Han-byeol en la serie de televisión MBC de 2012 The King's Doctor.
- Interpretado por Yoo Ah-in y Chae Sang-woo en la serie de televisión de SBS de 2013 Jang Ok-jung, Living by Love.[18]
- Interpretado por Choi Min-soo en la serie de televisión de SBS de 2016 Jackpot.
- Interpretado por Kim Kap-soo en la serie de televisión de SBS de 2019 Haechi.

## Otras lecturas
- Kim, Jinwung, A History of Korea: From "Land of the Morning Calm" to States in Conflict (2002)
- Liu, Lihong, "Ethnography and Empire through an Envoy’s Eye: The Manchu Official Akedun’s (1685–1756) Diplomatic Journeys to Chosǒn Korea." Journal of early modern history 20.1 (2016): 111-139.